# André Kuipers
André Kuipers (Amsterdam, 5 d'octubre de 1958) és un astronauta neerlandès de l'Agència Espacial Europea (ESA). És el segon astronauta amb la nacionalitat neerlandesa, després de Wubbo Ockels, a anar a l'espai. El seu primer vol espacial va ser en el marc de la Missió Delta.
L'asteroide 11244 Andrékuipers va ser anomenat en honor seu el 30 de juliol de 2007.

## Biografia
Quan era un nen, Kuipers va escoltar una repetició del radioteatre Journey into Space, dirigit per Léon Povel. Aquesta programa va ser la seva inspiració per desitjar anar a l'espai. El 1987 va aprovar l'examen per ser metge. Durant els seus estudis, ja havia participat en recerques a dins del departament d'equilibri del Centre Medic Acadèmic d'Amsterdam. Després va tenir anys d'experiència de recerca a la Reial Força Aèria dels Països Baixos, sobretot en els camps de la sindrome d'adaptació a l'espai i el sentit de l'equilibri.
Des del 1991, Kuipers ha estat implicat amb la preparació, coordinació i execució d'experiments fisiològics per l'Agència Espacial Europea. Aquests experiments es van realitzar a l'espai a l'Spacelab i l'estació espacial Mir. A l'octubre de 1998 va aprovar la selecció d'astronautes i al juliol de 1999 va ser afegit a l'equip europeu d'astronautes.
Kuipers va donar suport a l'equip de terra del centre de control rus durant la Missió Odissea de l'astronauta belga Frank De Winne (octubre de 2002) i durant la Missió Cervantes de l'astronauta Pedro Duque (octubre de 2003). Durant aquestes missions va estar en contacte amb els dos astronautes. També va ser el reserva de Duque per la missió Odissea.
Com els altres astronautes europeus, Kuipers participa en projectes en relació amb la construcció de l'EEI i la recerca científica a bord de l'estació espacial. El 2002 va fer la formació d'astronauta de l'Agència Espacial Europea a Colònia i la Ciutat de les Estrelles, a prop de Moscou.
Kuipers està casat i té quatre fills. Des del 2004, ha estat ambaixador pel Fons Mundial per la Natura.

## Primera missió
Al desembre del 2002, Kuipers va ser seleccionat com a enginyer de vol per la missió Soiuz TMA-4 a l'Estació Espacial Internacional. El 4 de novembre de 2003, els ministres d'Economia i de Recerca, Cultura i Ciències van anunciar el nom del vol de Kuipers: Missió Delta. "Delta" és un acrònim de Dutch expedition for life science, technology and atmospheric research, però també és una referència al delta fluvial dels Països Baixos. Kuipers va estar més d'una setmana a bord de l'EEI i va fer experiments en els camps de la biologia, la medicina, el desenvolupament tècnic, la física i l'observació de la Terra.
El llançament va tenir lloc el 19 d'abril de 2004 a Baikonur (Kazakhstan) a les 05:19. Va anar-hi amb el rus Guennadi Pàdalka i l'estatunidenc Michael Fincke.
L'11 de febrer de 2008 es va anunciar que Kuipers seria el reserva de l'astronauta belga Frank De Winne per una estada de cinc mesos a l'EEI a partir de maig 2009.

## Segona missió
El 21 de desembre de 2011, Kuipers va ser llançat amb el coet Soiuz a l'EEI per una missió de cinc mesos, la Soiuz TMA-03M, per poder participar en l'Expedició 30 i 31. El 23 de desembre de 2011, la nau es va acoblar a l'estació espacial. El 28 de desembre, els sis membres de la tripulació de l'EEI van desitjar al món un bon any nou. Kuipers va fer-ho, cap per avall, en neerlandès. Tanmateix, es va equivocar i va desitjar a "tot el món un fantàstic i feliç 2011".
L'1 de juliol de 2012 va aterrar a les 10:14 del matí (CET) a les estepes del Kazakhstan.

## Condecoracions
Kuipers va rebre el 17 de maig de 2004 una condecoració reial per les seves contribucions exceptionals i va ser proclamat Comandant de l'Orde del Lleó Neerlandès.
El 15 d'octubre de 2012 va rebre una segona condecoració reial, l'Cavaller de l'Orde del Lleó Neerlandès. També va ser proclamat ciutadà honorífic del municipi de Haarlemmermeer. Al mateix mes, va rebre el JFK Award 2012 per davant d'Epke Zonderland. Aquest premi neerlandès s'atorga cada any a un home conegut que hagi fet contribucions excepcionals.
El 3 de juliol de 2013, Kuipers va rebre l'Orde de l'Amistat del president rus Vladímir Putin.

## Galeria

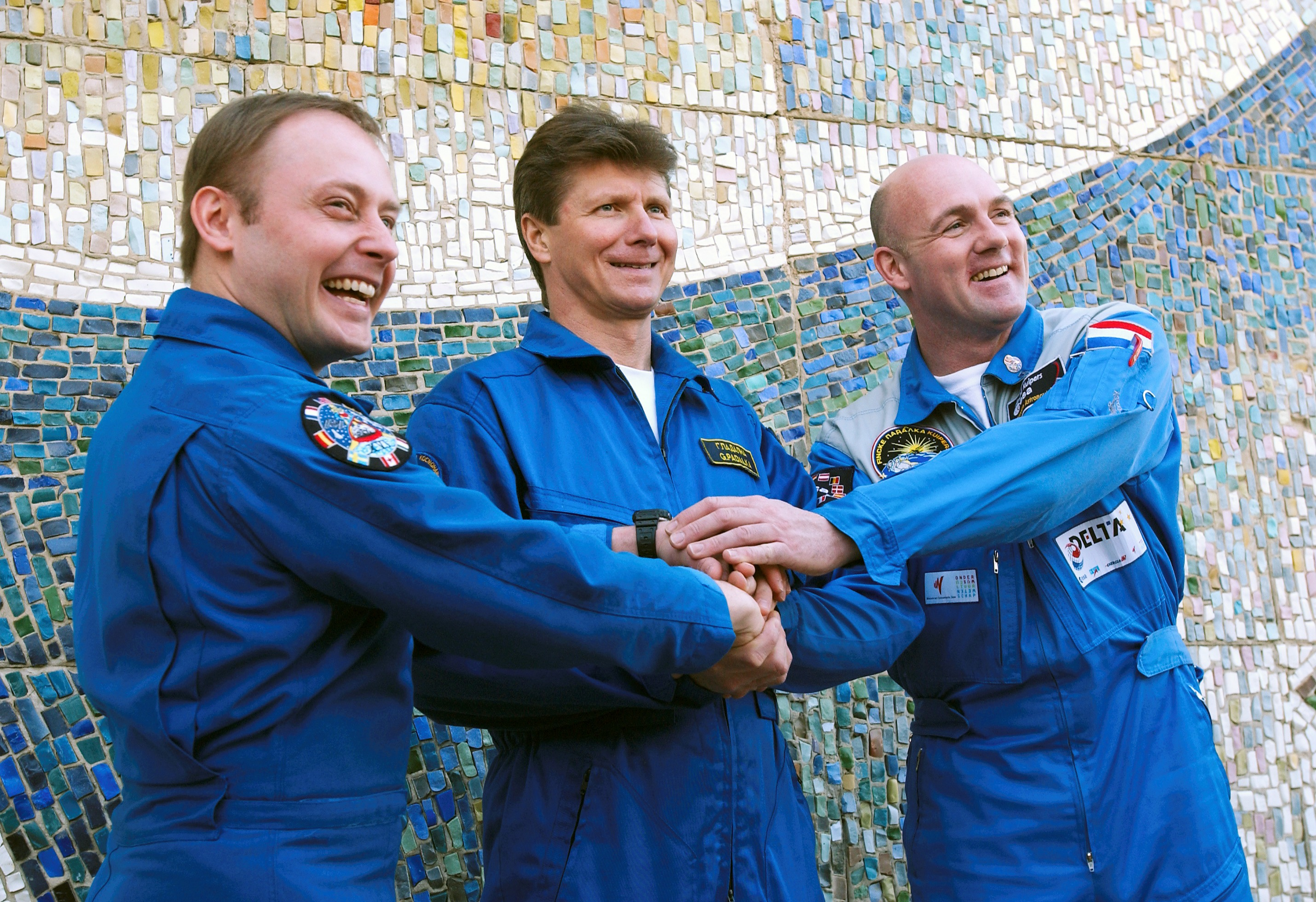
La tripulació de la Soiuz TMA-4: Michael Fincke, Guennadi Pàdalka i André Kuipers
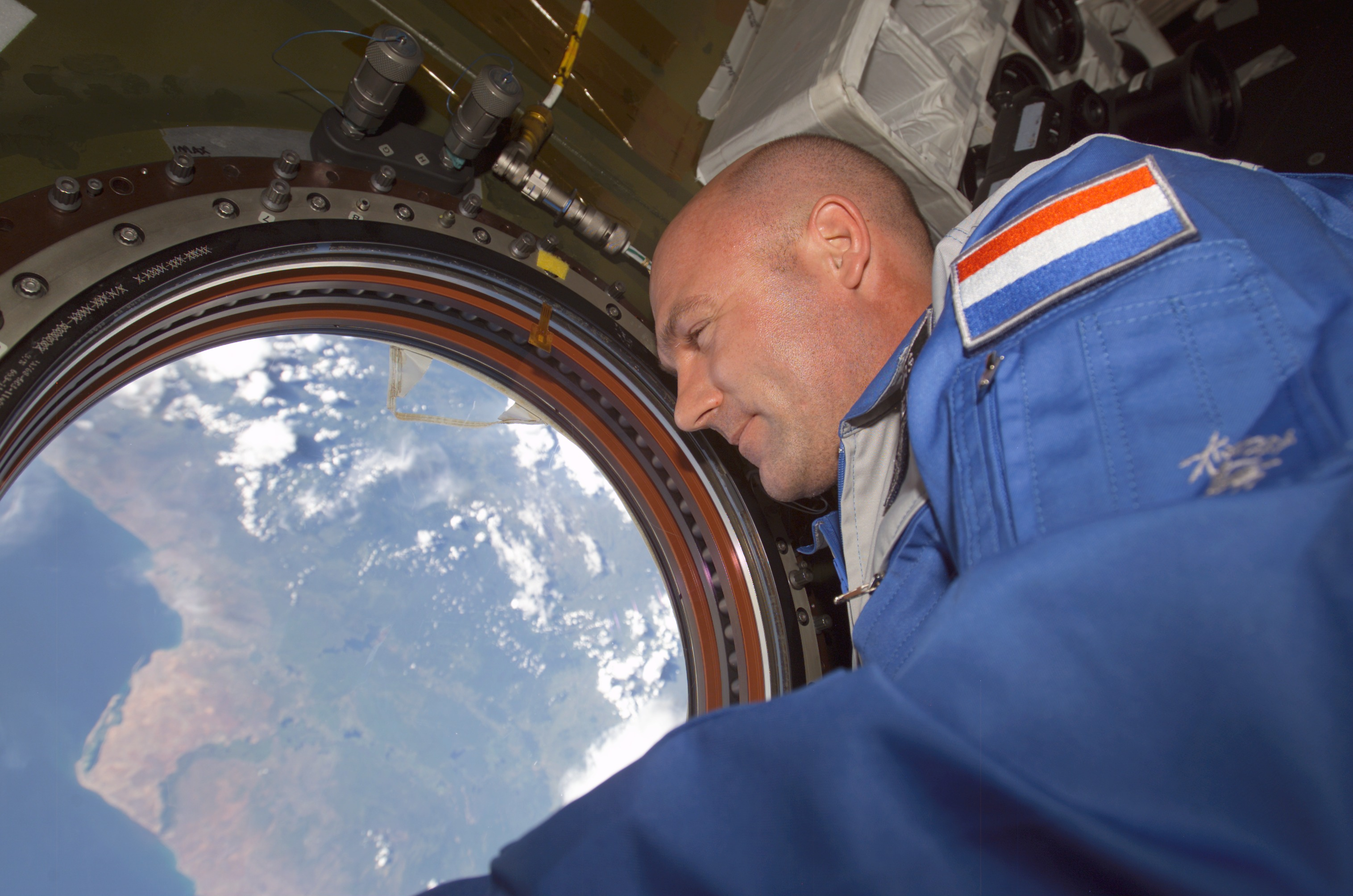
Kuipers a dins de l'EEI (2004)
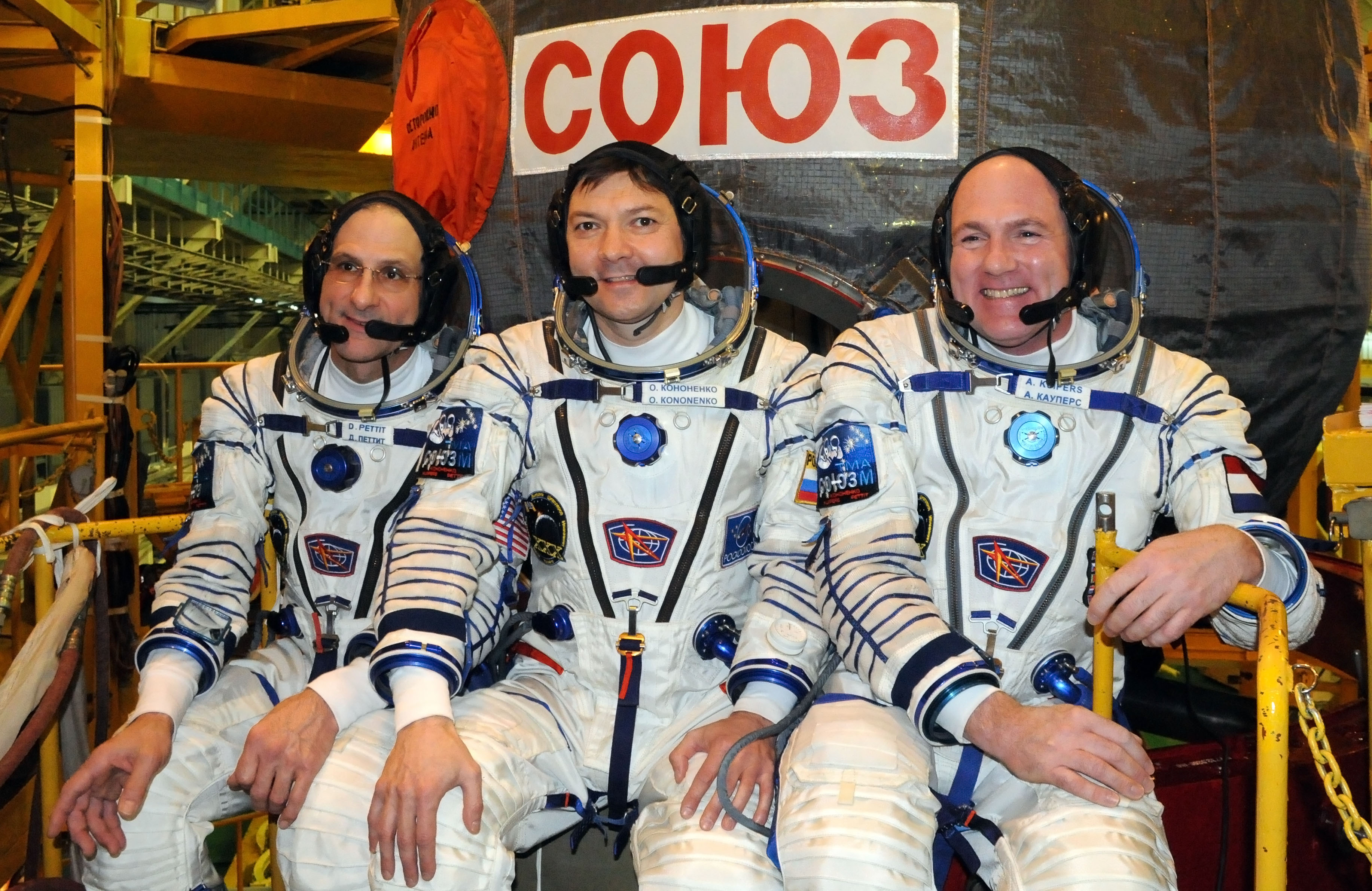
La tripulació de la Soiuz TMA-03M: Don Pettit, Oleg Kononenko i André Kuipers
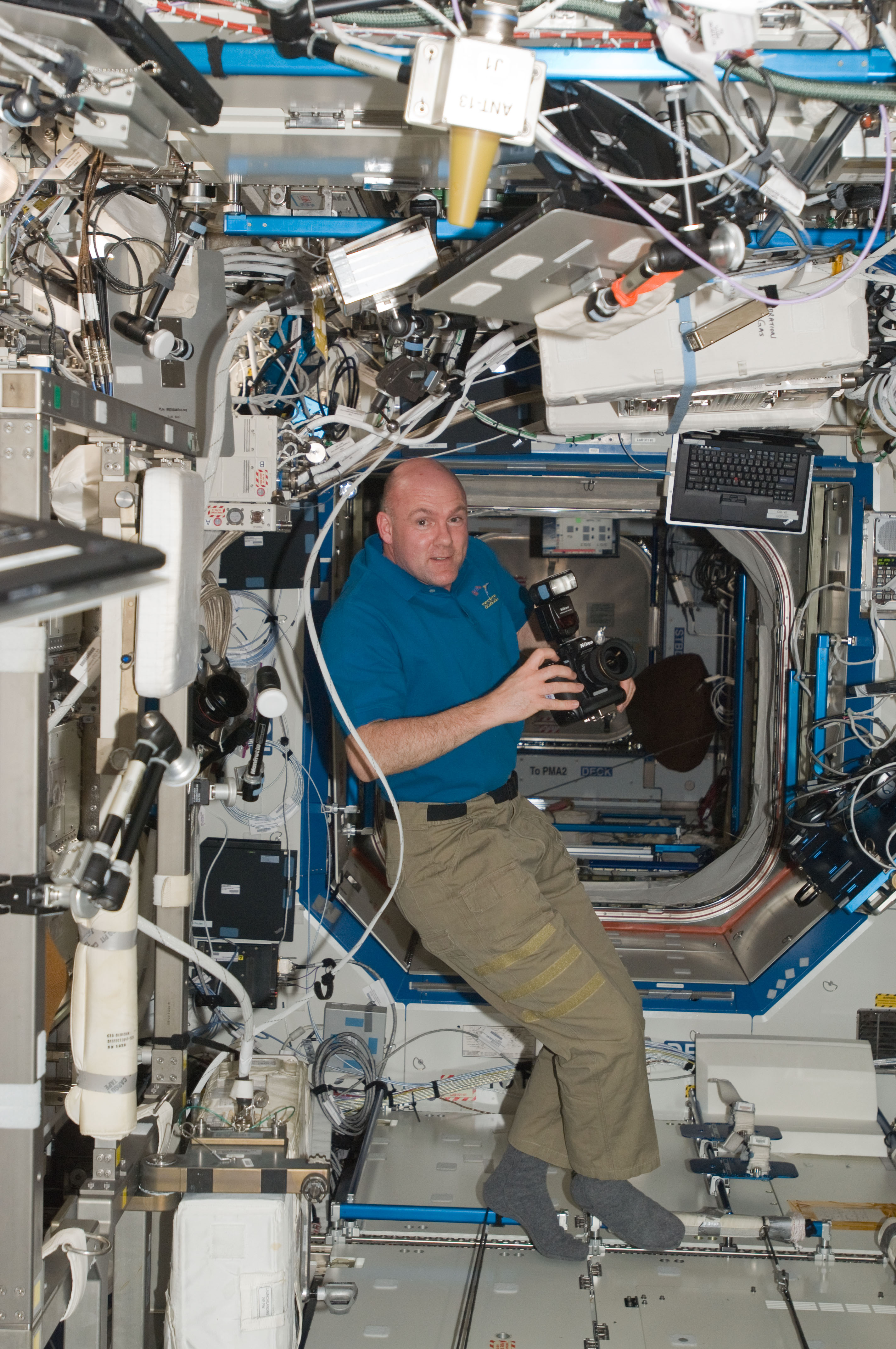
Kuipers a dins de l'EEI (desembre de 2011)
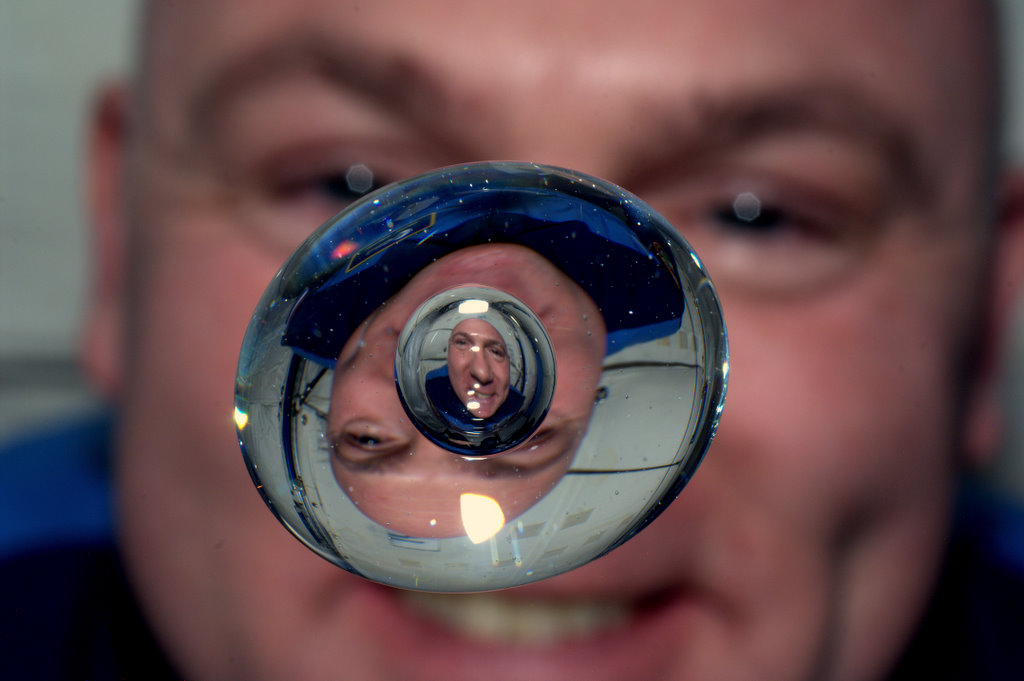
Andre Kuipers jugant amb una gota d'aigua en gravetat zero (2012)